# Structurele geologie

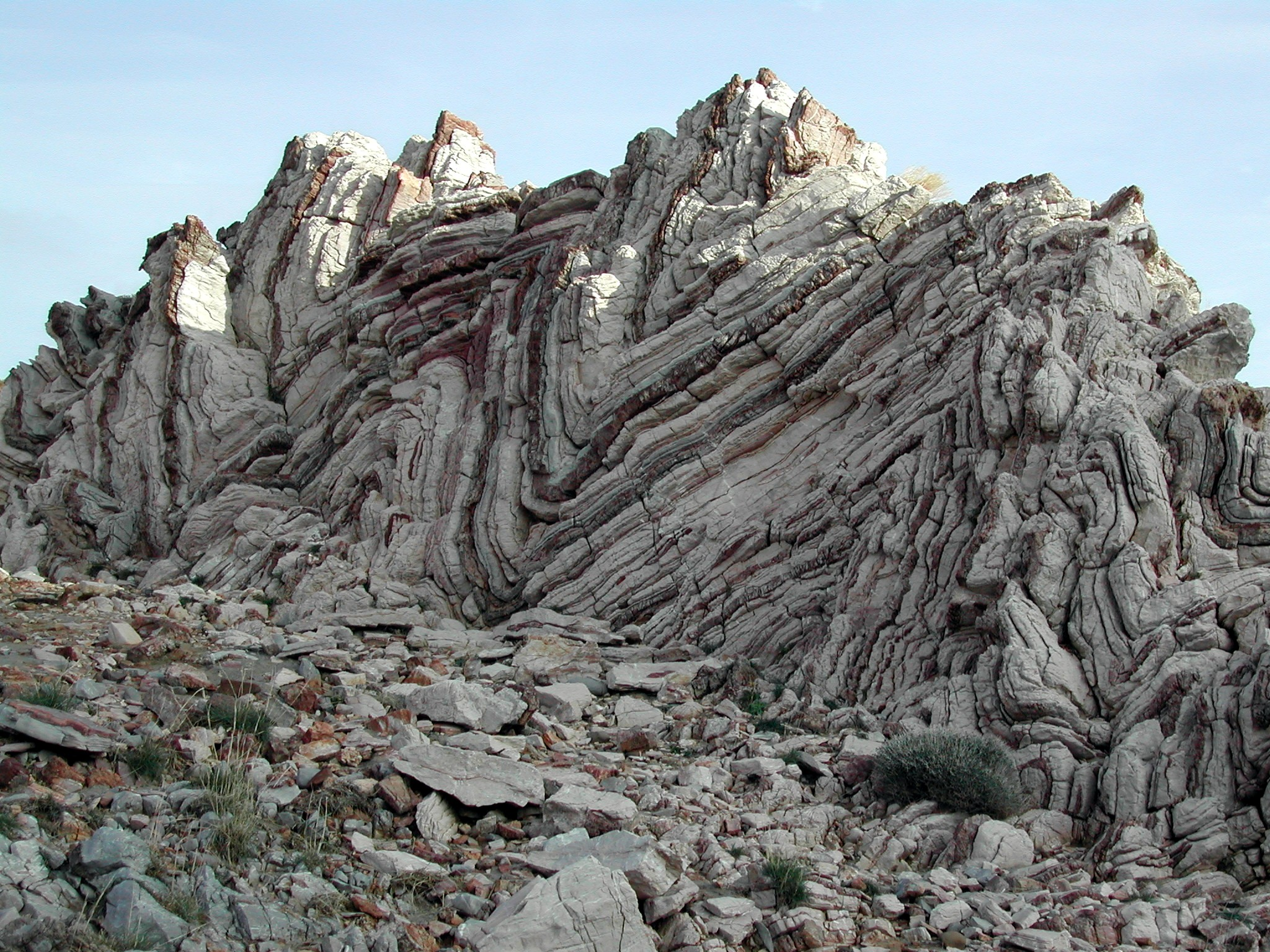
Kinkplooien in een zogenaamde multilayer (lagen chert afgewisseld met kalksteen) bij Agios Pavlos, Kreta. Schaal: enkele meters.

Structurele geologie is de tak binnen de geologie die de ligging en vorm van gesteentelichamen (stratigrafische eenheden: bijvoorbeeld sedimentaire lagen of intrusies) en hun planaire of geplooide oppervlakten in drie dimensies en interne structuren binnenin die gesteentelichamen onderzoekt. Structurele geologie onderzoekt de processen waardoor gesteenten onder mechanische spanning deformeren en waardoor de interne textuur van gesteenten verandert.
De bestudering van de driedimensionale structuur van een gesteentelichaam heeft als doel de plaattektonische of tektonische geschiedenis van een gebied te onderzoeken door de opeenvolging en het karakter van fasen van deformatie in het gesteente te bepalen. Soms moet bij structurele geologie gebruikgemaakt worden van andere takken van geologie en de fysische geografie, zoals geomorfologie, metamorfe petrologie of sedimentologie. Door stratigrafie en geochronologie kunnen ouderdommen van gebeurtenissen bepaald worden.

## Doel
Bepaalde regionale structuren zijn het gevolg van mechanische spanningen, die weer veroorzaakt worden door een bepaalde tektonische situatie. Bestudering van geologische structuren kan daarom leiden tot een beter inzicht in de lokale tektoniek. Omdat sommige geologische structuren, zoals breuken, plooien, discordanties of zoutdiapieren reservoirs kunnen zijn voor olie en/of gas of de mineralisatie van ertsen beïnvloeden, is structurele geologie ook van belang voor de delfstoffen- en olie-industrie.

## Schaal
De schaal waarop geologische processen en structuren ontstaan en bestaan, kan variëren van microschaal (microtectoniek) tot plaatbewegingen die op macroschaal worden onderzocht door geodynamici. Gewoonlijk kijken structureel-geologen naar meter tot kilometerschaal.

### Macroschaal
Op grotere (km-) schaal bestudeert de structureel-geoloog de driedimensionele relaties tussen stratigrafische eenheden binnen een bepaald gebied. Op macroschaal kan deformatie tot uiting komen in plooien, foliaties of breuken. Al deze structuren kunnen geometrisch opgemeten en bestudeerd worden, waarbij uiteindelijk een model wordt opgesteld voor drie ruimtelijke dimensies plus tijd. Het structureel-geologisch model voor een bepaald gebied kan bijvoorbeeld weergeven worden door een geologische kaart en geologische profielen. Tegenwoordig kunnen ook computermodellen worden gemaakt.
De gevolgde methode is vooral het bestuderen van aan de oppervlakte aangetroffen (ontsloten) gesteenten. Soms kunnen echter ook boorkernen worden bestudeerd.
Behalve met structurele geologie kunnen lokale structuren in de aardkorst ook bestudeerd worden door middel van een aantal geofysische technieken, zoals reflectieseismiek, seismische tomografie of gravimetrie.

### Microschaal
De microstructuur oftewel de textuur van gedeformeerd of metamorf gesteente kan worden bestudeerd om extra informatie te krijgen over wat er met deze gesteenten is gebeurd. Om zeer kleine structuren onder de microscoop te bekijken kunnen slijpplaatjes van gesteenten gemaakt worden. Texturen die informatie kunnen geven zijn bijvoorbeeld crenulaties, metamorfe mineralen en hun oriëntaties of de relatieve ouderdommen van deze texturen ten opzichte van elkaar (bijvoorbeeld te zien als een mineraal over een ander mineraal groeit).
In metamorfe gesteenten zijn onder een microscoop vaak sporen te herkennen van deformatiefasen, die met het blote oog niet te herkennen waren. Het analyseren van microstructuren in metamorfe gesteenten kan daarom veel nauwkeuriger inzicht in hun geschiedenis geven dan veldonderzoek alleen.

## Methodologie

### Naamgeving
Er kan in gesteenten een onderscheid worden gemaakt tussen planaire structuren (met andere woorden: vlakken) en lineaire structuren (lijnen of lineaties). Planaire structuren komen vaak in de vorm van een planaire textuur, die door het hele gesteente is ontwikkeld: een foliatie. Elke foliatie staat voor een fase van deformatie. Lineaire structuren kunnen iets zeggen over de stroming of beweging die in of door het gesteente heeft plaatsgevonden.
Planaire structuren worden genoteerd met een nummer, hoe jonger de structuur, hoe hoger het nummer. De sedimentaire structuur (de "bedding") wordt met S0 genoteerd, de foliatie van de eerste deformatiefase met S1, die van de tweede met S2, enzovoorts. Als de eerste foliatie veroorzaakt werd door subsidentie en diagenese, waardoor deze gelijk of bijna gelijk is met de bedding, wordt deze soms S0a genoemd. In hooggradig metamorfe gesteenten kan soms geen bedding meer worden onderscheiden, in dat geval kan in plaats van een nummer ook een oplopende letter worden gebruikt voor de deformatiefasen.
Op dezelfde manier kunnen plooien worden genoteerd als F1, F2, enzovoorts, waarbij F1 tijdens dezelfde deformatiefase is ontstaan als S1. De deformatiefasen worden met een letter D weergegeven: D1, D2, enzovoorts. Een F2-plooi heeft bijvoorbeeld assenvlakken gelijk aan de S2-foliatie, beide zijn ontstaan tijdens fase D2. Metamorfe groei van mineralen hoeft niet synchroon te lopen met deformatiefasen en kan bijvoorbeeld meerdere deformatiefasen lang plaatsvinden. Als bijvoorbeeld de metamorfe groei van porfyroblasten in de splijting van deformatiefase D6 ligt, kan deze groei M6 genoemd worden.
Intersectielineaties tussen twee planaire structuren worden naar de twee betreffende structuren genoemd, zo wordt bijvoorbeeld de intersectielineatie tussen S0 en S2 met L2-0 aangeduid. Stretching lineations kunnen moeilijk zijn om te interpreteren, vooral in hoog-ductiele gesteenten waarin veel uitrekking heeft plaatsgevonden en waarin daarom nauwelijks foliaties bewaard zijn gebleven. Daarom worden deze meestal met L1, L2, aangeduid. Om ze te onderscheiden van intersectielineaties wordt soms de letter S toegevoegd: Ls1.

### Meten van oriëntaties
De oriëntatie van een planaire structuur (bijvoorbeeld de top van een bepaalde formatie of een assenvlak) op een bepaald punt wordt door structureel-geologen genoteerd met een dip en een strekking. De strekking is de snijlijn van het vlak met een horizontaal vlak; de dip is de helling van het vlak (de maximale helling, per definitie loodrecht op de strekking). Met een windrichting wordt aangegeven in welke richting het vlak helt. Op een geologische kaart kan een meting van een bepaalde structuur worden aangegeven met een laagstandje.
De oriëntatie van lineaire structuren (bijvoorbeeld plooiassen, slickensides of intersectielineaties) wordt weergegeven met een dip en een diprichting (de laatste in de vorm van een azimut). Er wordt dus geen windrichting bij gemeld. Er zijn overigens alternatieve notatiewijzen, met name in de Verenigde Staten.

### Stereografische projecties
De natuur is bijna nooit perfect. Oriëntaties van structuren als plooien kunnen lokaal variëren. Om grotere verbanden en regionale trends te vinden kan het handig zijn alle metingen uit een gebied bij elkaar te nemen. Stereografische projectie van oriëntaties kan het karakter en de trend van bepaalde structuren in een regio zichtbaar maken en hulp bieden bij de analyse van de structuren.